# Patrimoni dell'umanità della Repubblica Centrafricana
I patrimoni dell'umanità della Repubblica Centrafricana sono i siti dichiarati dall'UNESCO come patrimonio dell'umanità nella Repubblica Centrafricana, che è divenuta parte contraente della Convenzione sul patrimonio dell'umanità il 22 dicembre 1980.
Al 2022 i siti iscritti nella Lista dei patrimoni dell'umanità sono due, mentre nove sono le candidature per nuove iscrizioni. Il primo sito, il Parco nazionale del Manovo-Gounda St. Floris, è stato iscritto nella lista nel 1988, durante la dodicesima sessione del comitato del patrimonio mondiale. Nel 2012, nella trentaseiesima sessione, il Sangha Trinational è divenuto il secondo sito centrafricano riconosciuto dall'UNESCO. Entrambi i siti sono considerati naturali, secondo i criteri di selezione; uno è parte di un sito transnazionale. Un sito, il Parco nazionale del Manovo-Gounda St. Floris, è stato iscritto nella Lista dei patrimoni dell'umanità in pericolo dalla XXI sessione del Comitato per il patrimonio dell'umanità, nel 1997, a causa del bracconaggio e del pascolo illegale.

## Siti del Patrimonio mondiale
| Foto | Sito                                         | Luogo                                                | Tipo                   | Anno | Descrizione |
| ---- | -------------------------------------------- | ---------------------------------------------------- | ---------------------- | ---- | --- |
|      | Parco nazionale del Manovo-Gounda St. Floris | Ndélé                                                | Naturale (475; ix, x)  | 1988 | L'importanza di questo parco deriva dalla sua ricchezza di flora e fauna. Le sue vaste savane ospitano un'ampia varietà di specie: rinoceronti neri, elefanti, ghepardi, leopardi, licaoni, gazzelle dalla fronte rossa e bufali, mentre nelle pianure alluvionali settentrionali si trovano vari tipi di uccelli acquatici. |
|      | Sangha Trinational                           | Yobé-Sangha (condiviso con Camerun e Rep. del Congo) | Naturale (1380; ix, x) | 2012 | Situato nel bacino nord-occidentale del Congo, dove si incontrano Camerun, Repubblica Centrafricana e Congo, il sito comprende tre parchi nazionali contigui per un totale di circa 750 000 ettari. Gran parte del sito non è influenzato dall'attività umana e presenta una vasta gamma di ecosistemi forestali tropicali umidi con una ricca flora e fauna, tra cui coccodrilli del Nilo e pesce tigre golia, un grande predatore. Le radure forestali supportano specie erbacee e il Sangha ospita considerevoli popolazioni di elefanti della foresta, gorilla di pianura occidentale in pericolo di estinzione e scimpanzé in via di estinzione. L'ambiente del sito ha preservato la continuazione di processi ecologici ed evolutivi su vasta scala e una grande biodiversità, comprese molte specie animali in via di estinzione. La componente centrafricana del sito è costituita dal Parco nazionale di Dzanga-Ndoki. |

## Siti candidati
| Foto | Sito                                                                                             | Luogo             | Tipo                   | Anno       | Descrizione |
| ---- | ------------------------------------------------------------------------------------------------ | ----------------- | ---------------------- | ---------- | --- |
|      | Megaliti di Bouar                                                                                | Bouar             | Culturale (4003)       | 11/04/2006 | La regione di Bouar è, dal punto di vista archeologico, di grande ricchezza scientifica. Situati sulla linea di spartiacque dei bacini ciadiano e congolese, i monumenti megalitici sono stati oggetto di approfonditi studi. L'area megalitica copre 130 km di lunghezza per 30 km di larghezza e copre un'area di circa 7500 km². |
|      | Tata (palazzo fortificato) del sultano Senoussi, grotte di Kaga-Kpoungouvou, città di Ndélé      | Ndélé             | Culturale (4004)       | 11/04/2006 | Questo sito seriale rappresenta la storia associata al pieno sviluppo del Sultanato di Dar al-Kuti verso la fine del XVIII e l'inizio del XIX secolo. Dopo la sua intronizzazione, il sultano Mohamed el-Senoussi, dal suo palazzo fortificato, il Tata, mandò a razziare schiavi in tutta la regione di Ndélé e anche oltre. Alcune popolazioni indigene, per sfuggire ai cacciatori di schiavi, trasformarono le grotte di Kaga-Kpoungouvou in luoghi di rifugio e di resistenza. La città di Ndélé era diventata il soggiorno preferito di commercianti e avventurieri da tutta la regione, in particolare da Dar Sila, Sokoto, Fezzan, Ouaddaï e Kano. |
|      | Siti paleo-metallurgici di Bangui                                                                | Bangui            | Culturale (4005)       | 11/04/2006 | La prospezione archeologica effettuata nella città di Bangui ha portato alla luce ventisei giacimenti dell'età del ferro come Plateau-Cattin, Ngola, Ndrès, Pendèrè-Senguè. Tra questi giacimenti, quello di Pendèrè-Senguè è stato oggetto di un approfondito studio. Questo sito è organizzato spazialmente secondo una distribuzione di attività centrali circondate da occupazioni secondarie. Infatti osserviamo ad esempio scorie di riduzione in un luogo e in prossimità di questi, si distinguono dai frammenti di ceramica in associazione con altri manufatti. |
|      | Incisioni rupestri di Lengo                                                                      | Bakouma           | Culturale (4006)       | 11/04/2006 | Il sito delle incisioni rupestri a est del villaggio di Lengo occupa un immenso lastrone lateritico, lungo più di 200 m, ricoperto in alcuni punti da terriccio portato dall'erosione e trattenuto dalle piante. Ci sono più di cinquecento rappresentazioni varie (animali, una figura umana, armi e utensili) cui vanno aggiunte diverse centinaia di cupole di diametro variabile, isolate o raggruppate in piccoli gruppi. |
|      | Resti del treno di Zinga                                                                         | Mongoumba         | Culturale (4007)       | 11/04/2006 | Situato sulla riva destra dell'Oubangui, il villaggio di Zinga si distingue per le moderne infrastrutture ereditate dal suo passato coloniale: la Compagnie Générale de Transport en Afrique Equatoriale, una società di trasporto fluviale, aveva costruito una ferrovia di sei chilometri, che collegava i villaggi di Zinga e Mongo negli anni '20 e la cui attività si fermò nel 1960. I resti di tale infrastruttura consistono in un capannone contenente due locomotive, diciotto carri a pianale e due carri passeggeri. Includono anche due magazzini, due abitazioni, il relitto di un piroscafo chiamato Le Gouverneur Lamblin e due barche che costituiscono i relitti dell'attività di questo periodo tra le due guerre. Delle banchine in cemento completano le strutture.                  |
|      | Riserva integrale del Mbaéré-Bodingué                                                            | Bambio            | Naturale (4009; ix, x) | 11/04/2006 | La Riserva integrale Mbaéré-Bodingué si trova alla confluenza del Mbaéré e del Bodingué nel mezzo di una foresta semidecidua. Si tratta di un complesso di tre zone di intervento di 824 000 ha: la prima denominata di sviluppo rurale, gestita dagli abitanti del villaggio e dall'associazione ECOFA-RCA che fornisce assistenza per lo sviluppo delle risorse esistenti; la seconda zona, con una superficie di circa 86 000 ha, è destinata alla conservazione della fauna e della flora; l'ultima è la foresta di Ngotto che è una zona di esperienza pilota per la gestione forestale e che costituisce la zona cuscinetto. |
|      | Cascate della Mbi                                                                                | La Mbi            | Naturale (4010; vii)   | 11/04/2006 | Il fiume la Mbi nasce nell'altopiano di arenaria di Gadzi-Carnot ed è un affluente superiore del Mpoko. Il flusso della Mbi è inizialmente lento sulle arenarie di Carnot, poi incontra le barre quarzitiche di Boali intorno al paese di Bodanga dove la sua pendenza raggiunge i 10 m di altezza. L'origine di queste cascate è strutturale perché la Mbi taglia in profondità la dorsale centrafricana creando una gola. È in questa gola che il fiume cade a 200 m su un fronte di 70 m situato subito dopo il ponte al PK 153. La sua pendenza è di 4,5 m/km. |
|      | La collina e la pianura, il fiume Oubangui e il patrimonio coloniale della città di Bangui       | Bangui            | Culturale (4011)       | 11/04/2006 | Creata a causa delle rapide che imponevano una rottura di carico e per il controllo da parte dei francesi delle azioni dei belgi nel fiume Oubangui, la città di Bangui si estese gradualmente in pianura, incorniciata dalla catena di colline del Bas-Oubangui a nord e dal fiume Oubangui a sud. Gli edifici coloniali hanno mantenuto il loro carattere originario anche se alcuni sono purtroppo degradati o addirittura abbandonati; una buona parte di essi, invece, è stata ristrutturata e poi assegnata a nuove funzioni che ne hanno permesso la conservazione. |
|      | Foresta e accampamenti residenziali di riferimento dei pigmei aka della Repubblica Centrafricana | Mbaïki, Mongoumba | Misto (4012; x)        | 11/04/2006 | La foresta di Mongoumba è una tipica foresta semidecidua con Terminalia superba e Tryplochyton scleroxylon che ne segnano la specificità rispetto ad altri tipi di foreste centroafricane. Oltre alle essenze non legnose composte da giovani piante in attesa di diradamento, è presente un'abbondante flora erbacea comprendente un'ampia varietà di Marantaceae che viene utilizzata nella costruzione delle capanne aka. I campi residenziali di riferimento dei pigmei Aka comprendono una serie di diciotto campi fissi, comprendenti tra quindici e venti abitazioni di tipo vernacolare, costruiti con materiali locali non durevoli o semidurevoli, ma che possono essere rinnovati in tutte le stagioni grazie all'abbondanza e alla vicinanza dei materiali, oltre che al sapere tradizionale. |